# Heinrich-Böll-Stiftung

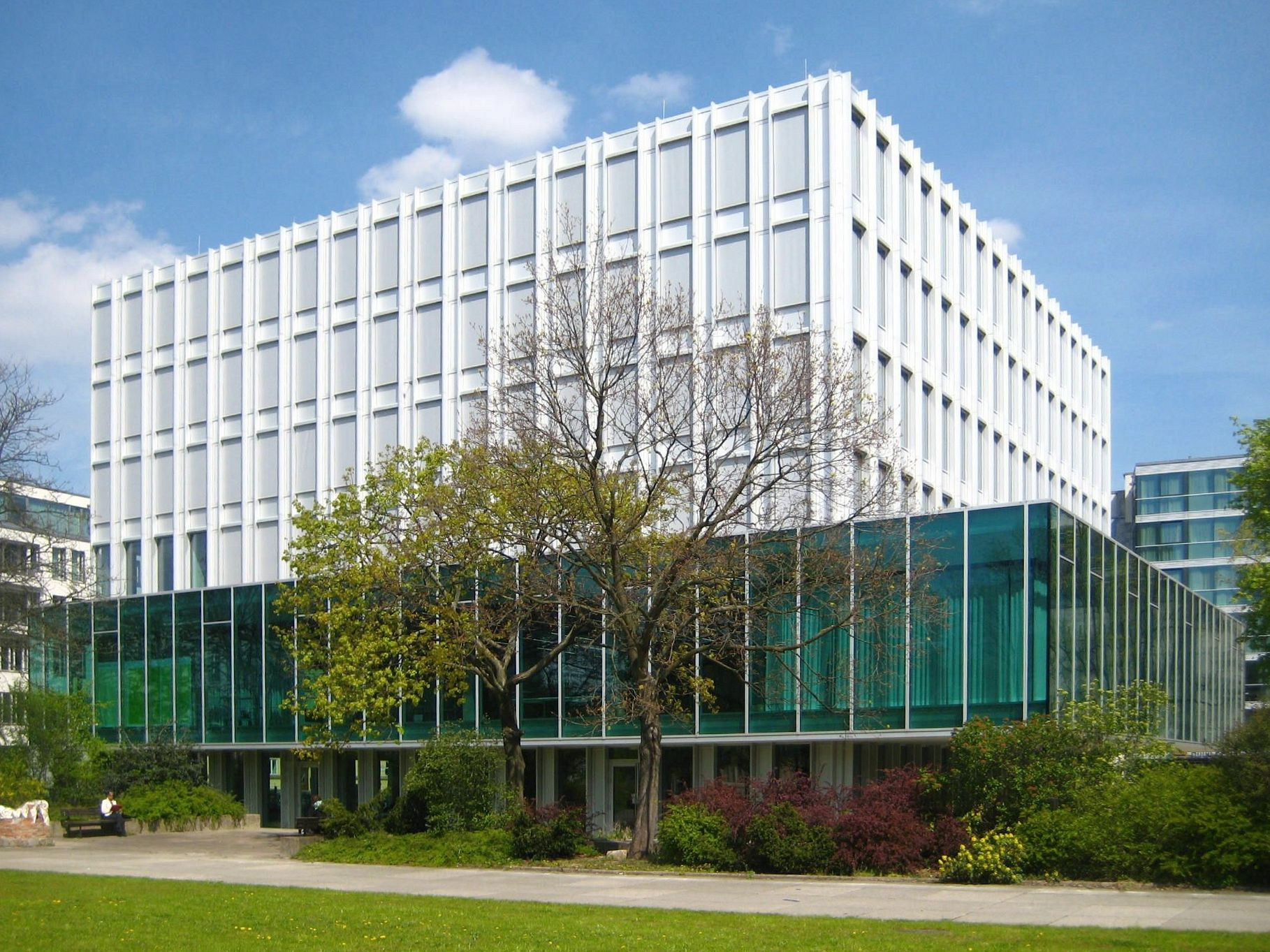
Hoofdkantoor van de Heinrich-Böll-Stiftung

De Heinrich-Böll-Stiftung  (officiële afkorting: hbs, dus in kleine letters) is een Duitse stichting die aan de (linkse) politieke partij Bündnis 90/Die Grünen is gelieerd. De stichting heeft uiteenlopende doelstellingen, die ongeveer met die van de politieke partij overeenstemmen, op met name cultureel gebied.
De stichting is genoemd naar de bekende schrijver Heinrich Böll, wiens politieke opvattingen lange tijd ongeveer met die van Bündnis 90/Die Grünen overeenkwamen. Haar streven is  de verdediging van vrijheid, burgerlijke moed, strijdbare tolerantie, alsmede de waardering van kunst en cultuur als onafhankelijke gebieden van het denken en handelen. De stichting is gevestigd aan de Schumannstraße te Berlijn. Het is een stichting zonder stichtingskapitaal, juridisch naar Duits recht een rechtspersoonlijkheid bezittende vereniging (eingetragener Verein of e.V.).
De stichting heeft een bestuursraad van 49 leden, van wie er 16 gekozen worden door dochterstichtingen voor elk van de 16 Duitse deelstaten. Acht leden worden gekozen door de partijtop en 25 door aparte vriendencomité's.
Aan de organisatie gelieerd zijn naast organisaties op het gebied van educatie en internationale ontwikkeling ook het belangrijke Gunda-Werner-Institut voor feminisme en gender-democratie. De Heinrich-Böll-Stiftung heeft 33 buitenlandse bureaus, vooral in Azië en Afrika, maar voor de EU-landen ook te Brussel. Evenals het geestverwante Wetenschappelijk Bureau GroenLinks uit Nederland en het Vlaamse Oikos is zij lid van de Green European Foundation, die aan de groene fractie, de Europese Groene Partij,  in het Europees Parlement gelieerd is.
Reeds in 1983 kenden de partijen, waaruit Bündnis 90/Die Grünen ontstond, verwante ondersteunende organisaties. In in 1996, na de nodige discussie over de juiste politieke en juridische status, kwam de huidige Heinrich-Böll-Stiftung tot stand. Evenals soortgelijke aan andere politieke partijen gelieerde stichtingen heeft de Heinrich-Böll-Stiftung recht op overheidssubsidie; deze vormt circa twee-derde van alle inkomsten.
De organisatie gaat, naar eigen zeggen, in haar activiteiten uit van de volgende politieke doelstellingen:
- Ecologie en duurzaamheid
- Democratie  en mensenrechten
- Onafhankelijkheid en gerechtigheid
- Gender-democratie, dus geen achterstelling van vrouwen, LHBTI-mensen en dergelijke
- Gelijke rechten voor culturele en  etnische minderheden
- Sociale  en politieke participatie door immigranten
- Geweldloosheid en een actieve vredespolitiek

Via de aan de Heinrich-Böll-Stiftung gelieerde onderliggende organisaties zijn en worden studiebeurzen, stipendia en andere vormen van ondersteuning toegekend aan mensen in de gehele wereld, die zich bewegen binnen door bovenstaande principes bepaalde activiteiten, of die naar het oordeel van de stichting door onder andere discriminatie of politieke onderdrukking anders hun politieke, maatschappelijke of culturele activiteiten niet of slechts beperkt zouden kunnen ontplooien. Een voorbeeld hiervan op literair gebied is het door de deelstaat Noordrijn-Westfalen en door de Heinrich-Böll-Stiftung ondersteunde Heinrich-Böll-Haus in het dorp Langenbroich. Twee van de personen die als jongeren een studiebeurs ontvingen zijn de politici Annalena Baerbock en Jan Philipp Albrecht.
De stichting deed tal van publicaties het licht zien, en ondersteunde andere publicaties, die vooral bij politiek rechts op felle kritiek stuitten. Het ging daarbij onder andere om stellingname op het gebied van milieu en duurzaamheid, zoals de vlees verwerkende industrie, afvalbeleid en plastic-gebruik, en op het gebied van vrouwenrechten en de emancipatie van LHBTI-mensen.